# Un canto de México
Un Canto De México (también conocida como 100 Años De Música Mexicana, 100 años de la Música Mexicana, y Bellas Artes En Vivo). Bellas Artes en concierto, es el segundo álbum en vivo del cantante mexicano Alejandro Fernández. Fue grabado durante una presentación en la sala de conciertos del Palacio de Bellas Artes. El concierto rindió homenaje a grandes cantantes y compositores de México de algunos de las grandes canciones mexicanas del siglo pasado.

## Información sobre el álbum
Este álbum es un homenaje a la música Mexicana del siglo anterior y por eso Alejandro Fernández hizo el concierto histórico en el Palacio de Bellas Artes cantando 22 canciones de todos los tiempos. Contiene los éxitos como "Júrame" que sería un bolero, "Popurrí Agustín Lara" ("Noche de Ronda" que había grabado previamente en Grandes éxitos a la manera de Alejandro Fernández  y "Solamente una Vez") que es un bolero, "Granada" que es una ranchera, el bolero "Cómo yo te Amé" de Armando Manzanero y "Bésame Mucho" que al finalizar la canción entre aplausos le dedica homenaje al Consuelo Velázquez. También contiene la canción de Popurrí en homenaje a su padre Vicente Fernández cantando "Las Llaves de mi Alma", "Por tu maldito Amor", "Mujeres Divinas" y "De qué Manera te Olvido".

## Lista de canciones

### CD1
1. Obertura "Las tres raíces" (Eduardo Magallanes, Juventino Rosas, Antonio Soler) - 1:26
2. Alejandra (Enrique Mora) - 3:20
3. Nunca (Guty Cárdenas, Ricardo López Méndez) - 2:42
4. Morenita mía (Armando Villarreal) - 3:34
5. Júrame (María Grever) - 4:23
6. Norteña de mis amores (Ricardo García Arellano) - 1:48
7. Ojos tapatíos (José Elizondo Sagredo, Fernando Méndez Velázquez) - 3:30
8. Popurrí Agustín Lara (Noche de ronda, Solamente una vez) (Agustín Lara) - 5:42
9. Granada (Agustín Lara) - 5:15
10. Popurrí Boleros (Reloj, El andariego, Cuando ya no me quieras, Si Dios me quita la vida, Perfidia, Bonita, Luz y sombra) (Roberto Cantoral; Álvaro Carrillo; Los Cuates Castilla; Luis Demetrio; Alberto Domínguez; Luis Alcaraz; Rafael Cárdenas, Rubén Fuentes) - 12:22
11. Como Yo Te Amé (Armando Manzanero) - 3:21
12. Bésame Mucho (Consuelo Velázquez) - 4:06

### CD2
1. Ella (José Alfredo Jiménez) - 1:59
2. De un mundo raro (José Alfredo Jiménez) - 3:35
3. Cuando el destino (José Alfredo Jiménez) - 2:30
4. Popurrí Bravío (Tú, Sólo tú; Fallaste corazón, Pelea de gallos, Juan Charrasqueado, Cielo rojo, No volveré) (Felipe Valdés Leal; Cuco Sánchez; Juan S. Garrido; Víctor Cordero; Juan Zaizar; José Alfredo Jiménez) - 9:04
5. Amanecí entre tus brazos (José Alfredo Jiménez) - 3:29
6. Paloma querida (José Alfredo Jiménez) - 1:34
7. Serenata huasteca (José Alfredo Jiménez) - 1:51
8. Popurrí Vicente Fernández (Las llaves de mi alma, Por tu maldito amor, Mujeres divinas, De qué manera te olvido) (Vicente Fernández; Federico Méndez; Martín Urieta  - 7:44
9. Popurrí Juan Gabriel (Ya lo sé que tú te vas, La diferencia, Te sigo amando) (Juan Gabriel) - 8:18
10. Huapango (José Pablo Moncayo) - 8:37

## Lista de posiciones
| Año  | Listas                              | Posición | Semanas en la lista |
| ---- | ----------------------------------- | -------- | ------------------- |
| 2002 | Billboard Regional Mexican Albums   | 2        | 14                  |
| 2002 | Billboard Top Latin Albums          | 6        | 22                  |
| 2002 | Billboard Heatseekers               | 26       | 9                   |
| 2002 | Billboard Top Heatseekers (Pacific) | 2        | 2                   |